# Хуан Игнасио Санчез
Хуан Игнасио Санчез (шп. Juan Ignacio Sánchez; Баија Бланка, 8. мај 1977) познат и као Пепе Санчез, је бивши аргентински кошаркаш. Играо је на позицији плејмејкера.

## Клупска каријера
Одиграо је две сезоне у аргентинској лиги пре него што је 1996. отишао у САД где је студирао и играо кошарку на универзитету Темпл. Није изабран на НБА драфту 2000. али је успео да потпише уговор са Филаделфија севентисиксерсима. Играо је још у НБА лиги за Атланта хоксе и Детроит пистонсе, али без запаженијег учинка.
Провео је једну сезону у дресу Панатинаикоса и са њима је освојио Евролигу 2002. године. Остатак европске каријере је провео у АЦБ лиги где је наступао за Аликанте, Уникаху, Барселону и Реал Мадрид. Пред крај каријере се вратио у Аргентину где је одиграо неколико сезона.

## Репрезентација
Био је дугогодишњи члан репрезентације Аргентине. Са њима је освојио златну медаљу на Олимпијским играма 2004. у Атини и сребро на Светском првенству 2002. у Индијанополису.

## Успеси

### Клупски
- Панатинаикос:
  - Евролига (1): 2001/02.

- Малага:
  - Првенство Шпаније (1): 2005/06.
  - Куп Шпаније (1): 2005.

### Репрезентативни
- Олимпијске игре: 
  -  2004.
- Светско првенство: 
  -  2002.
- Америчко првенство: 
  -  2001, 2011.
  -  2003.